# Alessandro Sforza (cardinal)
Alessandro Sforza di Santa Fiora (né en 1534 à Rome, alors capitale des États pontificaux, et mort à Macerata le 16 mai 1581) est un cardinal italien du XVIe siècle. 
Sa mère, Costanza Farnese, est la fille naturelle du pape Paul III (1534-1549) et de Silvia Ruffini. Il est le frère du cardinal Guido Ascanio Sforza di Santa Fiora  (1534), l'oncle du cardinal Francesco Sforza (1583) et le grand-oncle du cardinal Federico Sforza (1645).

## Biographie
Alessandro Sforza est notamment scriptor des lettres apostoliques, clerc de la chambre apostolique et chanoine de la basilique Saint-Pierre. À la suite d'un incident avec deux navires français qu'il a fait sortir du port de Civitavecchia, le pape Paul IV le prive de tous ses bénéfices. Après le retour des navires il est restauré dans sa position en octobre 1557. En 1560 Sforza est nommé évêque de Parme. Il est préfet général des Annona et gouverneur d'Arnulphorum.
Il est créé cardinal par le pape Pie IV lors du consistoire du 12 mars 1565. Avec les cardinaux Giovanni Ricci, Gianfrancesco Commendone et Marcantonio Bobba, le cardinal Sforza est nommé inspecteur des rivières, des ports et de chemins publics. En 1570 il est nommé légat a latere à Bologne et en Romagne. Sforza est archiprêtre de la basilique Saint-Libère. En 1575 il est nommé préfet du tribunal suprême de la Signature apostolique.
Le cardinal Sforza participe aux conclaves de 1565-1566 (élection de Pie V) et de 1572 (élection de Grégoire XII).